# مدرسة المشاغبين (مسرحية)

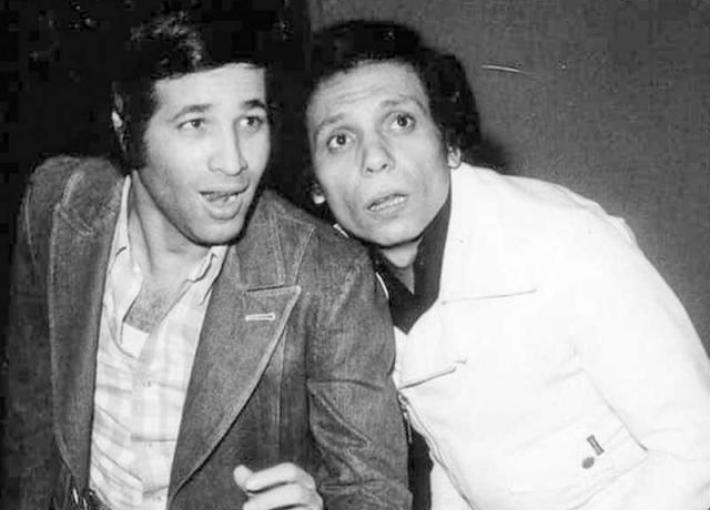
مسرحية كل الأزمان

مدرسة المشاغبين هي مسرحية كوميدية مقتبسة عن الفيلم البريطاني (إلى المعلم مع الحب ) عرضت في 20 أكتوبر 1971، من بطولة فرقة الفنانين المتحدين المصريين سعيد صالح، عادل إمام، يونس شلبي، أحمد زكي، حسن مصطفى، سهير البابلي وهادي الجيار، ألف المسرحية الكاتب المصري علي سالم.

## قصة المسرحية
تتلخص أحداث المسرحية في خمسة من الطلبة المشاغبين، يجمعهم فصل واحد داخل مدرسة لا يستطيع مديرها السيطرة على شغبهم، حيث يظهرون تفوقهم عليه في عدة مواقف، فيبعث مدير المنطقة بامرأة معلمة كي تهذب الأولاد، فيعبث معها الأشقياء أول الأمر، لكنها لا تكل، وتحاول جاهدة تهذيب الأولاد، وتستطيع في النهاية أن تسيطر على مجرى الأمور وعلى الأولاد.
تمتلئ المسرحية بالمواقف الكوميدية الساخرة، وذلك الأمر كان سببا في شهرتها وأيضا في صعود نجومها إلى أعالي المسرح والسينما المصرية لاحقا.

## عن المسرحية
تعتبر المسرحية من الإرث المسرحي المصري، فأي منزل عربي لا يخلو تقريباً من هذه المسرحية التي يتم عرضها على القنوات الفضائية العربية بشكل متكرر، وهي متوافرة الآن على أشرطة فيديو و دي في دي، كما أنها متاحة للمشاهدة والتحميل في جميع مواقع ومنتديات الأفلام على الإنترنت.
أطلقت هذه المسرحية جميع الممثلين الشباب الذين قاموا بأداء أدوراهم بكل جدية وتميز وعلى رأسهم: عادل إمام، سعيد صالح، أحمد زكي، يونس شلبي وهادي الجيار.
بعد أن نجحت المسرحية نجاحا كبيرا، شجعت هذه المسرحية أبطالها على إعادة الكرّة بمسرحية أخرى لاقت نجاحا كبيرا وهي العيال كبرت ولكن هذه المرة بدون عادل إمام وسهير البابلي الذين انطلقا إلى تكوين فرقهما الخاصة وتمثيل مسرحيات وأفلام كانت البطولة المطلقة فيها لهما.
تحولت المسرحية إلى فيلم لم يلاقِ نفس نجاح المسرحية، وذلك نظراً لاعتماده على نفس الأدوار بدون تغيير في الشخصيات أو في منطلقاتها، بالإضافة إلى عرضه في وقت تزامن مع عرض المسرحية على التليفزيون المصري.

## الممثلون والأدوار
- سعيد صالح بدور مرسي الزناتي.
- سهير البابلي بدور عفت عبد الكريم.
- عادل إمام بدور بهجت الأباصيري.
- عبد الله فرغلي بدور علام الملواني.
- يونس شلبي بدور منصور عبد المعطي.
- أحمد زكي بدور أحمد الشاعر.
- حسن مصطفى بدور الناظر عبد المعطي.
- هادي الجيار بدور لطفي عبد الوهاب.
- نظيم شعراوي بدور مراد الأباصيري بيه (والد بهجت).
- سمير ولي الدين بدور جابر (فراش المدرسة).

## موسيقى المسرحية
موسيقى المسرحية من تأليف سيد مكاوي، ومع ذلك اُستخدمت موسيقى رقصة النار الشعائرية [الإنجليزية] لمانويل دي فايا في أحد مشاهد المسرحية، وهو مشهد محاصرة الطلبة لأبلة عفت.

## انتقادات
وعلى الرغم من أن النجم المصري أحمد زكي كان من أبطال المسرحية، إلا أنه كان دائماً ينتقد دوره في المسرحية، حيث رأى أن مساحة الدور الذي أسند إليه تم اختصاره، لأنه كان دوراً جاداً مقارنة بقفشات ونكات ممثلي الكوميديا. وكشف أحمد زكي في أكثر من حوار صحفي وإعلامي عن وجود فصل كامل تم إلغاؤه كان دوره فيه سيتبلور بشكل أفضل، وذلك بتوصية من المخرج الذي رأى أن المدة كانت ستفسد العمل الفني.

## نتائج المسرحية
ينتقد عدد من علماء الاجتماع والمثقفين مسرحية مدرسة المشاغبين بسبب سخريتها من رموز السلطة المدرسية التي تتمثل في ناظر المدرسة، واحتقار القيم والمثل العليا مما أدى إلى شعور عام بقبول الفوضى وانحطاط مستوى الأدب العام، لكن المدافعين عن المسرحية من ضمنهم كاتب المسرحية علي سالم يقول: «إن المسرحية كانت انعكاساً لفترة انهارت فيها القيم التقليدية للمجتمع المصري والعربي بشكل عام، والمعروفة باسم فترة ما بعد النكسة وما بعد الانفتاح حيث تحولت قيم كثيرة إلى مثار للسخرية».

## روابط خارجية
- مدرسة المشاغبين على موقع الدهليز
- مدرسة المشاغبين على موقع قاعدة بيانات الأفلام العربية